# Чемпионат Египта по волейболу среди мужчин
Чемпионат Египта по волейболу среди мужчин — ежегодное соревнование мужских волейбольных команд Египта. Проводится с 1957 года. Проходит по системе «осень—весна».

## Формула соревнований
Чемпионат в сезоне 2023/24 проводился в 3 этапа — два групповых и плей-офф. На 1-й групповой стадии 24 команды-участницы были разделены на 4 группы, в которых играли в два круга. На 2-й групповой стадии 12 команд (по 3 лучшие из групп 1-го этапа) были разделены на две группы (группу «А» составили команды групп 1 и 3 1-й стадии, группу «В» — команды групп 2 и 4) и играли по два раза с представителями других групп. Учитывались результаты матчей команд между собой на 1-м этапе. По 4 команды из групп 2-го этапа вышли в плей-офф и далее по системе с выбыванием определили финалистов, которые разыграли первенство. Серии матчей плей-офф проходили до двух побед одного из соперников.    
В чемпионате 2023/24 участвовали 24 команды: «Замалек» (Эль-Гиза), «Аль-Ахли» (Каир), «Аль-Иттихад» (Александрия), «Спортинг» (Александрия), «Тала аль-Гаиш» (Каир), «Смуха» (Александрия), «Истерн Компани» (Каир), «Петроджет» (Суэц), «Эль-Таяран» (Каир), «Аль-Канат» (Каир), «Эль-Дахлея» (Каир), «Аль-Тарасана» (Каир), «Миср Петролеум» (Каир), «Дельфи» (Александрия), «Порт-Саид», «Хелиополис» (Каир), «Даманхур», «Эль-Шамс» (Каир), «Аль-Зохур» (Насер), «Александрия Петролеум», «Ситтат-Октобер» (Город имени 6 октября), «Эль-Мокавлун эль-Араб» (Насер), «Эль-Аламейн», «Хелиоледо» (Каир). Чемпионский титул выиграл «Аль-Ахли», победивший в финальной серии «Замалек» 2-0 (3:0, 3:0). 3-е место занял «Спортинг».

## Чемпионы
| - 1957 «Ибрахимия» Александрия - 1958 «Иттихад аш-Шорта» Каир - 1959 «Замалек» Эль-Гиза - 1960 «Замалек» Эль-Гиза - 1961 чемпионат отменён - 1962 «Замалек» Эль-Гиза - 1963 «Замалек» Эль-Гиза - 1964 «Замалек» Эль-Гиза - 1965 «Замалек» Эль-Гиза - 1966 «Аль-Ахли» Каир - 1967 «Аль-Ахли» Каир - 1968 «Аль-Ахли» Каир - 1969 «Замалек» Эль-Гиза - 1970 «Замалек» Эль-Гиза - 1971 «Замалек» Эль-Гиза - 1972 «Замалек» Эль-Гиза - 1973 «Замалек» Эль-Гиза - 1974 «Замалек» Эль-Гиза - 1975 «Замалек» Эль-Гиза - 1976 «Аль-Ахли» Каир - 1977 «Аль-Ахли» Каир - 1978 «Аль-Ахли» Каир - 1979 «Замалек» Эль-Гиза - 1980 «Аль-Ахли» Каир - 1981 «Аль-Ахли» Каир - 1982 «Аль-Ахли» Каир - 1983 «Аль-Ахли» Каир - 1984 «Аль-Ахли» Каир - 1985 «Аль-Ахли» Каир - 1986 «Замалек» Эль-Гиза - 1987 «Аль-Ахли» Каир - 1988 «Замалек» Эль-Гиза - 1989 «Замалек» Эль-Гиза - 1990 «Аль-Ахли» Каир | - 1991 «Замалек» Эль-Гиза - 1992 «Замалек» Эль-Гиза - 1993 «Замалек» Эль-Гиза - 1994 «Аль-Ахли» Каир - 1995 «Аль-Ахли» Каир - 1996 «Аль-Ахли» Каир - 1997 «Замалек» Эль-Гиза - 1998 «Замалек» Эль-Гиза - 1999 «Аль-Ахли» Каир - 2000 «Аль-Ахли» Каир - 2001 «Аль-Ахли» Каир - 2002 «Аль-Ахли» Каир - 2003 «Аль-Ахли» Каир - 2004 «Аль-Ахли» Каир - 2005 «Замалек» Эль-Гиза - 2006 «Аль-Ахли» Каир - 2007 «Аль-Ахли» Каир - 2008 «Замалек» Эль-Гиза - 2009 «Аль-Ахли» Каир - 2010 «Аль-Ахли» Каир - 2011 «Аль-Ахли» Каир - 2012 «Тала аль-Гаиш» Каир - 2013 «Аль-Ахли» Каир - 2014 «Аль-Ахли» Каир - 2015 «Замалек» Эль-Гиза - 2016 «Замалек» Эль-Гиза - 2017 «Тала аль-Гаиш» Каир - 2018 «Аль-Ахли» Каир - 2019 «Аль-Ахли» Каир - 2020 «Аль-Ахли» Каир - 2021 «Аль-Ахли» Каир - 2022 «Замалек» Эль-Гиза - 2023 «Замалек» Эль-Гиза - 2024 «Аль-Ахли» Каир |